# Pixeltan
Pixeltan er et amerikansk band baseret i Brooklyn. Bandet blev dannet i 2001.

## Diskografi
- Pixeltan EP 12" - Troubleman Unlimited (2001)
- Get Up/Say What 12" - DFA Records (2004)
- Pixeltan - DFA Records (2009)